# Albereda (Navès)
Albereda és una obra de Navès (Solsonès) inclosa a l'Inventari del Patrimoni Arquitectònic de Catalunya.

## Descripció
És una gran casa de pagès de planta rectangular i teulada a dues vessants. Està orientada nord - sud, amb un gran nombre de coberts adossats. Portal d'entrada d'arc de mig punt adovellat. Porta a la cara oest, també d'arc de mig punt i adovellada, amb quatre esgraons i barana de pedra per accedir-hi. Planta baixa amb sòl de pedra i coberta amb volta de canó. El parament és de carreus irregulars units amb morter. Les llindes de les finestres són de pedra picada. A la cara est, hi ha grans galeries cobertes d'arc de mig punt.

## Història
Aquesta casa, ja se citava a documents del segle x. Al segle xiv (1378) Berenguer d'Albareda, junt amb d'altres,va ser fiador de Bernat de Fons, per un deute que tenia amb el mercader Bernat de Baró. Al segle xviii i fins a principis del segle xix, la casa era dels dominics del col·legi de Solsona, que eren senyors d'Albareda.